# Faustin Ambassa Ndjodo
Faustin Ambassa Ndjodo CICM (ur. 26 lipca 1964 w Ekouda) – kameruński duchowny katolicki, arcybiskup Garoua od 2016.

## Życiorys

### Prezbiterat
Święcenia kapłańskie otrzymał 26 lipca 1997, w dzień swoich 33. urodzin. Jako członek zakonu szeutystów przez kilka lat pracował w zakonnych parafiach. W 2004 został przełożonym kameruńskiej prowincji zakonnej, zaś trzy lata później objął także funkcję przewodniczącego Unii Wyższych Przełożonych Zakonnych. Od 2009 był też przewodniczącym Konferencji Przełożonych Zakonnych Afryki i Madagaskaru.

### Episkopat
3 grudnia 2009 papież Benedykt XVI mianował go biskupem ordynariuszem diecezji Batouri. Sakrę otrzymał 21 stycznia 2010.
22 października 2016 został arcybiskupem metropolitą Garoua.